# Henri L. M. Leseigneur
Pour les articles homonymes, voir Leseigneur.
Henri L. M. Leseigneur, né le 20 mars 1877 à Paris et mort le 17 février 1923 à Montereau-Fault-Yonne, est un graveur au burin français.

## Biographie
Henri Louis Maurice Leseigneur naît le 20 mars 1877 dans le 7e arrondissement de Paris.
Henri L. M. Leseigneur a exposé au Salon des artistes français, où il a obtenu une mention honorable en 1895 et une médaille de troisième classe en 1904.
Il meurt le 17 février 1923.

## Récompenses
- 1895 : mention honorable au Salon des artistes français
- 1904 : médaille de 3e classe au Salon des artistes français